# Esma’il Elm Chah
Esma’il Elm Chah (pers. اسماعیل علم‌خواه; ur. 30 grudnia 1936 w Teheranie, zm. w 1988) – irański sztangista, brązowy medalista igrzysk olimpijskich.

## Kariera
Swój pierwszy medal na arenie międzynarodowej wywalczył podczas igrzysk azjatyckich w Tokio w 1958 roku, zajmując drugie miejsce w wadze koguciej. Na rozgrywanych dwa lata później igrzyskach olimpijskich w Rzymie w tej samej kategorii wagowej wywalczył brązowy medal. W zawodach tych wyprzedzili go jedynie Charles Vinci z USA i Yoshinobu Miyake z Japonii. Był to jego jedyny start olimpijski. Nigdy nie zdobył medalu mistrzostw świata.
Ustanowił cztery nieoficjalne rekordy świata: jeden w wyciskaniu, jeden w rwaniu i dwa w trójboju.